# Eugeniusz Wilkowski
Eugeniusz Wilkowski (ur. 4 stycznia 1955 w Miednikach) – polski polityk, historyk, urzędnik samorządowy, nauczyciel akademicki, działacz opozycji w okresie PRL, senator I i II kadencji.

## Życiorys
Ukończył historię (1978) i filozofię (1979) na Uniwersytecie Marii Curie-Skłodowskiej. W 1996 na Katolickim Uniwersytecie Lubelskim uzyskał stopień doktora nauk humanistycznych w zakresie historii na podstawie pracy pt. Sytuacja religijna unitów w Królestwie Polskim w latach 1875–1905. Habilitował się w 2012 na UMCS w oparciu o rozprawę zatytułowaną Solidarność na ziemi zamojskiej w latach 1980–1989.
W okresie 1979–1984 pracował jako nauczyciel w Zbiorczej Szkole Gminnej w Białopolu. W 1980 zakładał struktury „Solidarności Wiejskiej” i następnie NSZZ „S” Rolników Indywidualnych. W stanie wojennym został internowany na okres od 13 grudnia 1981 do 30 listopada 1982. Po zwolnieniu został członkiem niejawnej Wojewódzkiej Komisji Koordynacyjnej rolniczej „Solidarności”. W grudniu tego roku tymczasowo aresztowany, pozostawał bez wyroku w izolacji, zwolniono go w związku z amnestią w lipcu 1984. Wkrótce został usunięty z pracy i objęty zakazem wykonywania zawodu.
W latach 1989–1993 przez dwie kadencje reprezentował w Senacie województwo chełmskie. Mandat senatorski uzyskiwał z ramienia Komitetu Obywatelskiego i „Solidarności”. W 1992 jego nazwisko pojawiło się na tzw. liście Macierewicza. W 2000 w postępowaniu sądowym z wniosku o autolustrację orzeczono, że nie był tajnym współpracownikiem SB.
W 1993 bez powodzenia ubiegał się o reelekcję z ramienia ZChN. W okresie 1991–1994 był chełmskim wicekuratorem, następnie nauczycielem w I Liceum Ogólnokształcącym im. Stefana Czarnieckiego w Chełmie. Od 1998 przez rok zajmował stanowisko dyrektora wydziału w urzędzie wojewódzkim. Po reformie samorządowej objął stanowisko kierownika wydziału oświaty, kultury, sportu i turystyki w starostwie powiatowym. Od 2002 do 2004 pełnił funkcję wicestarosty powiatu chełmskiego. W 2003 został dziekanem Wydziału Zamiejscowego Szkoły Wyższej im. Bogdana Jańskiego w Chełmie. Prowadził też zajęcia na uczelniach w Zamościu i Białej Podlaskiej. W 2011 założył lokalny periodyk „Pismo kulturalno-społeczne Ziemi Chełmskiej”. W 2014 z ramienia Prawa i Sprawiedliwości wybrany do chełmskiej rady miasta. W 2018 nie ubiegał się o reelekcję.
Autor m.in. publikacji książkowych poświęconych głównie historii „Solidarności” (pracowniczej i rolniczej) w regionie.

## Odznaczenia
Odznaczony Krzyżem Oficerskim Orderu Odrodzenia Polski (2006).